# Metall de llei
El metall de llei és un sistema de denotar la puresa dels metalls preciosos: platí, or i plata. La "llei" és la proporció en pes de metall fi que entra en un aliatge, expressada en mil·lèsimes i representada amb un nombre de tres dígits.
Les legislacions regulen les quantitats mínimes de metall. En principi s'aplicava a les monedes d'or i d'argent, i avui regulen el comerç de joieria amb l'obligació de marcar la llei del metall.
Per l'or s'usa també la mesura per quirats, que denota la puresa en fraccions de 24. Així per exemple, 18 quirats són divuit vint-i-quatrenes parts, és a dir, el 75% o llei 750.

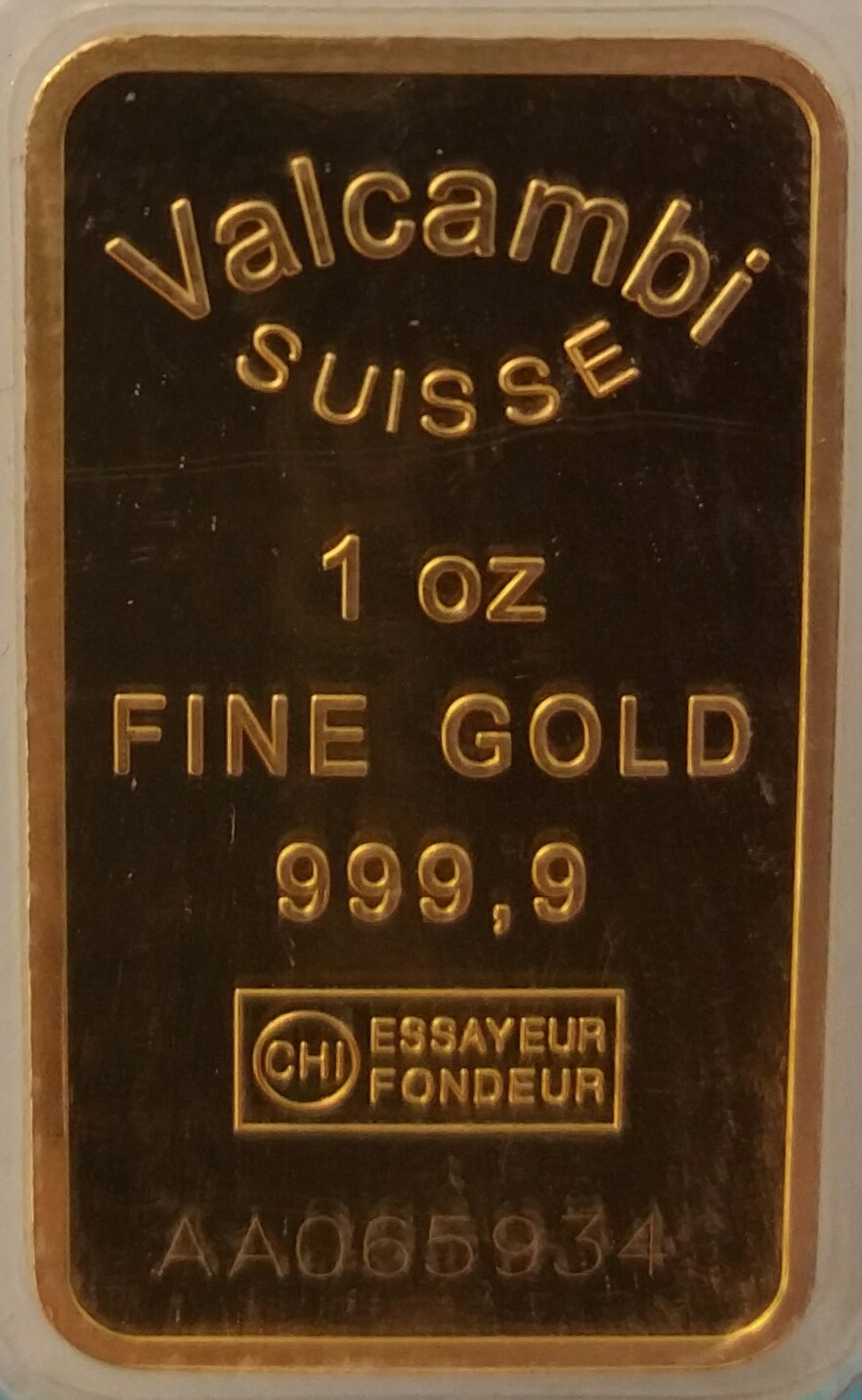
Una unça d'or pur de llei 999,9

Les lleis més comunament usades són:
- Platí:
  - 999
  - 950, la puresa més comuna en joieria.
  - 900
  - 850
- Or:
  - 999, or pur, equivalent a 24 quirats.
  - 916, equivalent a 22 quirats.
  - 833, equivalent a 20 quirats.
  - 750, primera llei a Espanya,[1] equivalent a 18 quirats.
  - 585, segona llei a Espanya,[1] equivalent a 14 quirats.
  - 333, equivalent a 8 quirats, el nivell mínim a Alemanya.
- Plata:
  - 999, plata pura.
  - 958, l'estàndard britànic i llei de 11,5 diners (sobre 12), que era considerada d'alta llei en la moneda medieval i rebia el nom abreujat de fi.
  - 950, l'estàndard francès
  - 925, primera llei a Espanya[1] i esterlina britànica
  - 830, estàndard escandinau
  - 800, segona llei a Espanya[1] i mínim a Alemanya